# Mißwahl auf Englisch
Mißwahl auf Englisch (Originaltitel: Carry On Girls) ist der 25. Film der Carry-On-Filmreihe.

## Inhalt
Bürgermeister Bumble ist verzweifelt auf der Suche nach einem Mittel um ein windiges, verschlafenes und langweiliges Städtchen am Meer für Besucher attraktiv zu machen. Da macht Stadtrat Fiddler den Vorschlag, eine Misswahl zu veranstalten. Also macht man sich an die Arbeit; hat aber nicht mit Stadträtin Prodworthy gerechnet, die die empörten Frauen dazu bringt, sich zu emanzipieren und die Wahlveranstaltung zu sabotieren.
Doch damit nicht genug Probleme für Fiddler – zwei konkurrierende Hells Angels – Miss Easy Rider und Miss Dawn Brakes sorgen ebenso für Ärger, wie auch Peter Potter, Englands erste Drag Beauty Queen und der ewig sexhungrige Admiral.

## Bemerkungen
Spätestens seit diesem Film versucht man die an den Kinokassen geringeren Erfolge mit Freizügigkeit wettzumachen. Jedoch wirkt das in diesem Film trotz des recht schlüpfrigen Themas eher deplatziert.
Valerie Leon wurde im kompletten Film von June Whitfield synchronisiert. Einen kleinen Spaß machte man sich, als Joan Sims im Film einen großen Gong schlägt – das ist das Erkennungszeichen der Produktionsfirma der Filme, der Rank Organisation.

## Medien

### DVD-Veröffentlichung
- Mißwahl auf Englisch. Vom Ist-ja-irre-Team. MMP/AmCo 2006